# Аріельсон Сампайо Гальвао
Аріельсон Сампайо Гальвао (порт.-браз. Arielson Sampaio Galvão; нар. 5 вересня 2004, Порту-Велью, Рондонія, Бразилія) — бразильський футболіст, нападник.

## Життєпис
Народився в місті Порту-Велью, штат Рондонія. Футболом розпочав займатися 2019 року у складі клубу «Аваї» з рідного штату. Наступного року приєднався до академії «Крузейро». Виступав за юнацькі та молодіжні команди вище вказаного клубу, за даними сайту ZeroZero на юнацькому та молодіжних рівнях зіграв 59 матчів та відзначився 23-ма голами, за даними офіційного сайту ФК «Полісся» (Житомир) — провів 53 матчі та відзначився 21-м голом. Вперше до заявки першої команди «Крузейро» на офіційні матчі потрапив 11 травня 2023 року, на програний (0:2) домашній поєдинок 5-го туру бразильської Серії А проти «Флуміненсе», однак просидів усі 90 хвилин на лаві запасних.
12 серпня 2023 року відправився в 1-річну оренду з правом викупу до «Полісся». У футболці житомирського клубу дебютував 18 серпня 2023 року в переможному (2:1) виїзному поєдинку 4-го туру Прем'єр-ліги України проти черкаського ЛНЗ. Аріельсон вийов на поле в стартовому складі, на 51-й хвилині відзначився першим голом у дорослому футболі, а на 56-й хвилині його замінив Богдан Кушніренко.